# Carcelia hectica
Carcelia hectica là một loài ruồi trong họ Tachinidae.